# مجلة جغرافيا النقل
مجلة النقل الجغرافيا، هي مجلة ربع سنوية مراجعة النظراء المجلة العلمية التي نشرت من قبل إلسفير بالتعاون مع النقل الجغرافيا فريق البحث من الجمعية الجغرافية الملكية (مع معهد الجغرافيين البريطاني). مجلة تأسست في عام 1993 ويشمل جميع جوانب النقل الجغرافيا. فإن رئيس التحرير هو فرانك Witlox. رئيس التحرير المؤسس هو ريتشارد نولز (جامعة سالفورد).

## أهداف ونطاق
تركز المجلة على أبحاث جغرافية النقل والمنهجيات والبيانات؛ تشمل التحقيقات ذات الصلة في السياسات الحكومية، والبنية التحتية، وتطوير المنطقة، والاتصالات، والتكامل الاقتصادي (العالمي والإقليمي)، والبيئة، وموارد الطاقة، والسفر، والسياحة، ونظم المعلومات الجغرافية، والتغيير المكاني.

## الاستخلاص والفهرسة
تم تلخيص هذه المجلة وفهرستها بواسطة:

- سكوبس
- فهرس الاستشهادات في العلوم الاجتماعية
- GEOBASE (قاعدة بيانات)|GEOBASE
- ملخصات علوم الصحة والسلامة
- ملخصات الهندسة المدنية الدولية
- ملخصات المحيطات
- ملخصات المخاطر
- قاعدة البيانات TRID, the TRIS and ITRD

وفقًا لتقارير Journal Citation Reports ، فإن عامل التأثير للمجلة لعام 2016 يبلغ 2.675. 

## روابط خارجية
- الموقع الرسمي
- محرر في دائرة الضوء - ريتشارد نولز . محرر إلسفير في دائرة الضوء. 12 مارس 2013.